# Bistum Bourg-en-Bresse

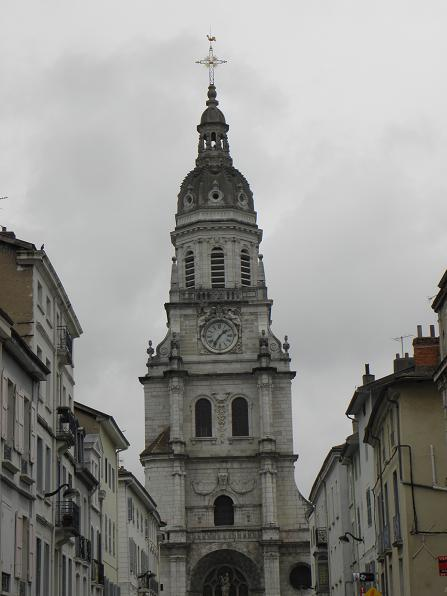
Die Kathedrale Notre-Dame in Bourg-en-Bresse

Das Bistum Bourg-en-Bresse (lat.: Dioecesis Burgus Bressiae) war eine Diözese der Römisch-katholischen Kirche in Frankreich mit Sitz in der Stadt Bourg-en-Bresse. 

## Geschichte
Das Bistum Bourg-en-Bresse wurde im Jahre 1515 durch Papst Leo X. aus Gebietsabtretungen des Bistums Belley errichtet. Im Jahre 1534 wurde das Bistum Bourg-en-Bresse durch Papst Clemens VII. wieder aufgelöst und sein Territorium wurde dem Bistum Belley rückgegliedert.
Das Bistum Bourg-en-Bresse war dem Erzbistum Lyon als Suffraganbistum unterstellt.

## Ordinarien
- Louis Kardinal de Gorrevod (1515–1534)